# Cattedrale di Sant'Isacco
La Cattedrale di Sant'Isacco (in russo Исаaкиевский собoр?, Isaakievskij sobor), ufficialmente cattedrale di Sant'Isacco di Dalmazia (in russo cобор преподобного Исаакия Далматского?, sobor prepodobnovo Isaakija Dalmatskovo), è una grande cattedrale architettoniche che attualmente funge da museo con funzioni religiose occasionali a San Pietroburgo, in Russia, inoltre è dedicata a Sant'Isacco di Dalmazia, un santo patrono di Pietro il Grande, nato nel giorno della festa del santo. La cattedrale venne disegnata dal Auguste de Montferrand e fu costruita dal 1818 al 1858, venendo poi trasformata in museo dal governo sovietico nel 1931 e da allora è rimasta tale, con funzioni di religione tenute in una cappella laterale dagli anni 1990s. Nel 2017, il Governatore di San Pietroburgo si è offerto di trasferire la cattedrale alla Chiesa ortodossa russa, ma ciò non è stato realizzato a causa delle proteste dei cittadini di San Pietroburgo che si opponevano all'offerta. Nell'ottobre 2021 nella Cattedrale di Sant'Isacco venne celebrato il matrimonio del Granduca Georgij Mikhailovich di Russia e di Victoria Romanovna Bettarini, le prime nozze reali celebrate in Russia dal 1917. Annualmente viene visitata da circa un milione di turisti e venne candidata, pur non vincendo, alle Sette meraviglie della Russia.

## La storia
La Cattedrale di Sant'Isacco fu commissionata dallo zar Alessandro I di Russia, al fine di sostituire una precedente strutture, progettata da Vincenzo Brenna, divenendo la quarta chiesa consecutiva ad essere costruita in questo luogo. Una commissione appositamente nominata esaminò diversi progetti, tra cui quello dell'architetto francese Auguste de Montferrand (1786–1858), che aveva studiato nell'atelier di Charles Percier, architetto di Napoleone Bonaparte; il progetto di Montferrand fu criticato da alcuni membri della commissione per il ritmo arido ed apparentemente noioso dei suoi quattro portici ottastili con frontone identici. Fu anche suggerito che, nonostante le dimensioni gigantesche, l'edificio sarebbe apparso tozzo e poco imponente. I membri della commissione, composta da noti architetti russi, erano inoltre particolarmente preoccupati dalla necessità di costruire un nuovo, enorme edificio sulle vecchie fondamenta instabili. Lo zar Alessandro, che prediligeva il ponderoso stile architettonico Impero, dovette intervenire e risolvere la controversia a favore di Montferrand, che guidò la costruzione della cattedrale, che durò dal 1818 al 1858. Per rendere la costruzione più sicura, le fondamenta dell'edificio furono rafforzate conficcando 25.000 pali nella palude di San Pietroburgo, inoltre furono ideati metodi innovativi per erigere le gigantesche colonne del portico. I costi di costruzione della chiesa ammontarono all'incredibile somma di 1.000.000 di rubli d'oro. Sotto il governo sovietico, l'edificio fu spogliato di ogni arredo religioso. 

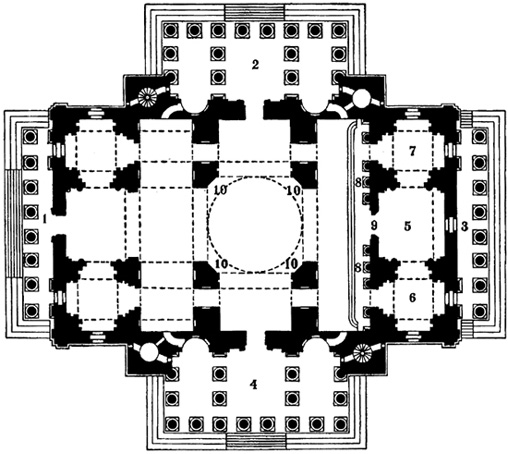
Pianta a croce greca della Cattedrale.

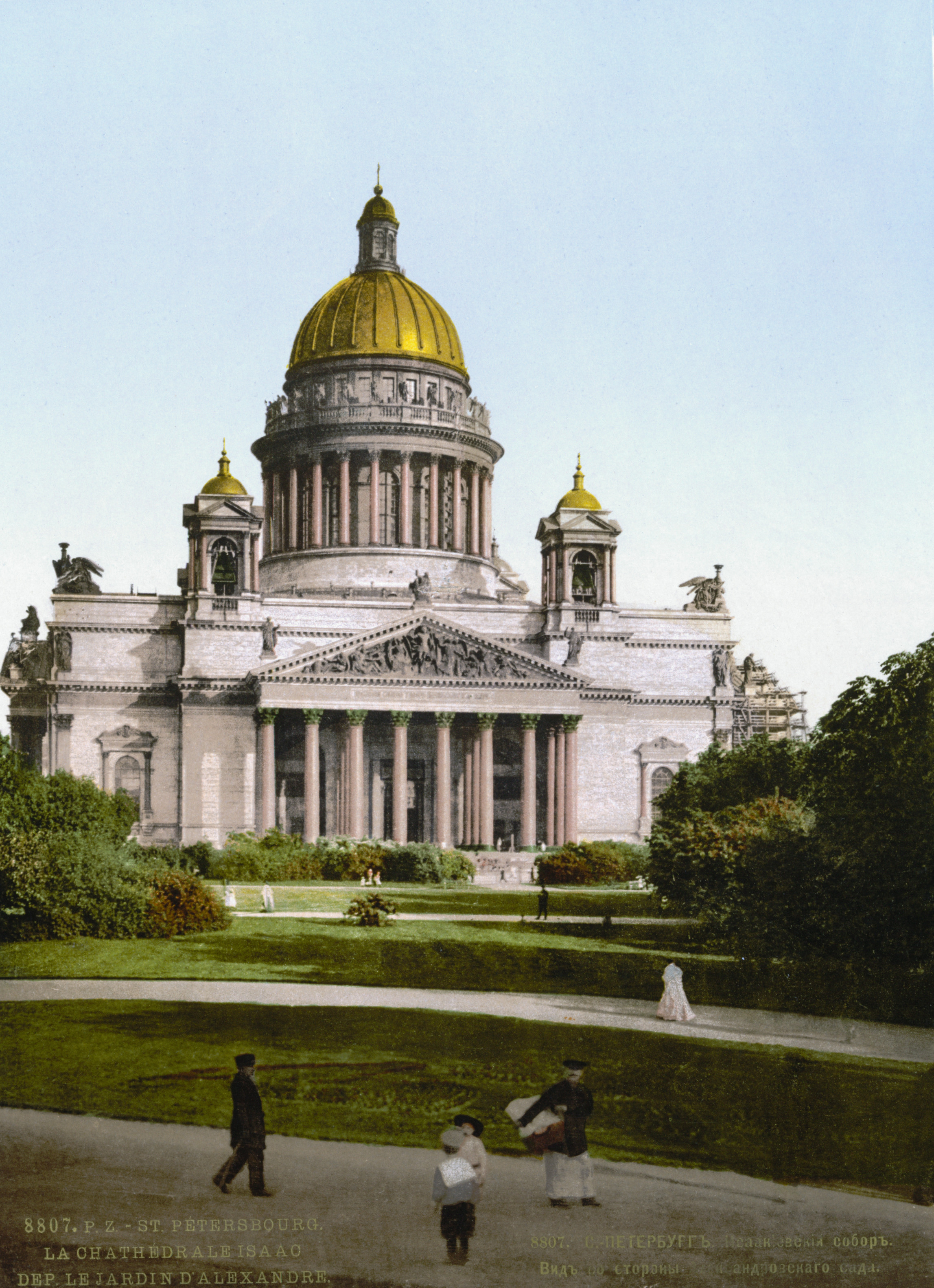
Veduta della chiesa tra il 1890 e 1900.

Nel 1931, fu trasformato nel Museo di Storia della Religione e dell'Ateismo, la scultura della colomba fu rimossa e sostituita da un pendolo di Foucault. Il 12 aprile 1931, si tenne la prima dimostrazione pubblica del pendolo di Foucault per visualizzare la teoria di Copernico, mentre nel 1937, il museo fu trasformato nel museo della cattedrale e le precedenti collezioni furono trasferite al Museo di Storia della Religione (situato nella Cattedrale di Kazan). Durante la Seconda guerra mondiale, la cupola fu dipinta di grigio per evitare di attirare l'attenzione degli aerei nemici e sulla sua sommità, nel lucernario, fu posizionato un punto di intersezione geodetico per determinare la posizione delle batterie di artiglieria tedesche. Con la caduta del comunismo, il museo fu rimosso e le normali attività di culto ripresero nella cattedrale, ma solo nella cappella laterale sinistra. Il corpo principale della cattedrale viene utilizzato per le funzioni religiose solo nei giorni festivi. Il 10 gennaio 2017 Georgy Poltavchenko, governatore di San Pietroburgo, annunciò che la cattedrale sarebbe stata trasferita alla Chiesa ortodossa russa; i protocolli chiave del trasferimento sono stati definiti dall'ordine emesso dal Comitato per i rapporti di proprietà di San Pietroburgo il 30 dicembre 2016. Il documento è scaduto il 30 dicembre 2018. Il nuovo ordine può essere emesso su richiesta della Chiesa ortodossa russa, ma nessuna richiesta in tal senso è stata ancora presentata. Il trasferimento della Cattedrale di Sant'Isacco in uso alla Chiesa Ortodossa Russa è stato concordato dalla Chiesa Ortodossa Russa nel gennaio 2017, ma la decisione ha causato malcontento tra i cittadini, che hanno difeso lo status di museo. La decisione delle autorità cittadine è stata contestata in tribunale. Attualmente, lo status dell'edificio è quello di museo. Oggi, le funzioni religiose si svolgono qui solo in occasione di eventi ecclesiastici. Il 1° ottobre 2021, il Granduca Georgij Mikhailovich Romanov, figlio di Marija Vladimirovna Romanova, e Victoria Romanovna Bettarini si sono sposati nella cattedrale, il primo matrimonio reale celebrato in Russia dal 1917.

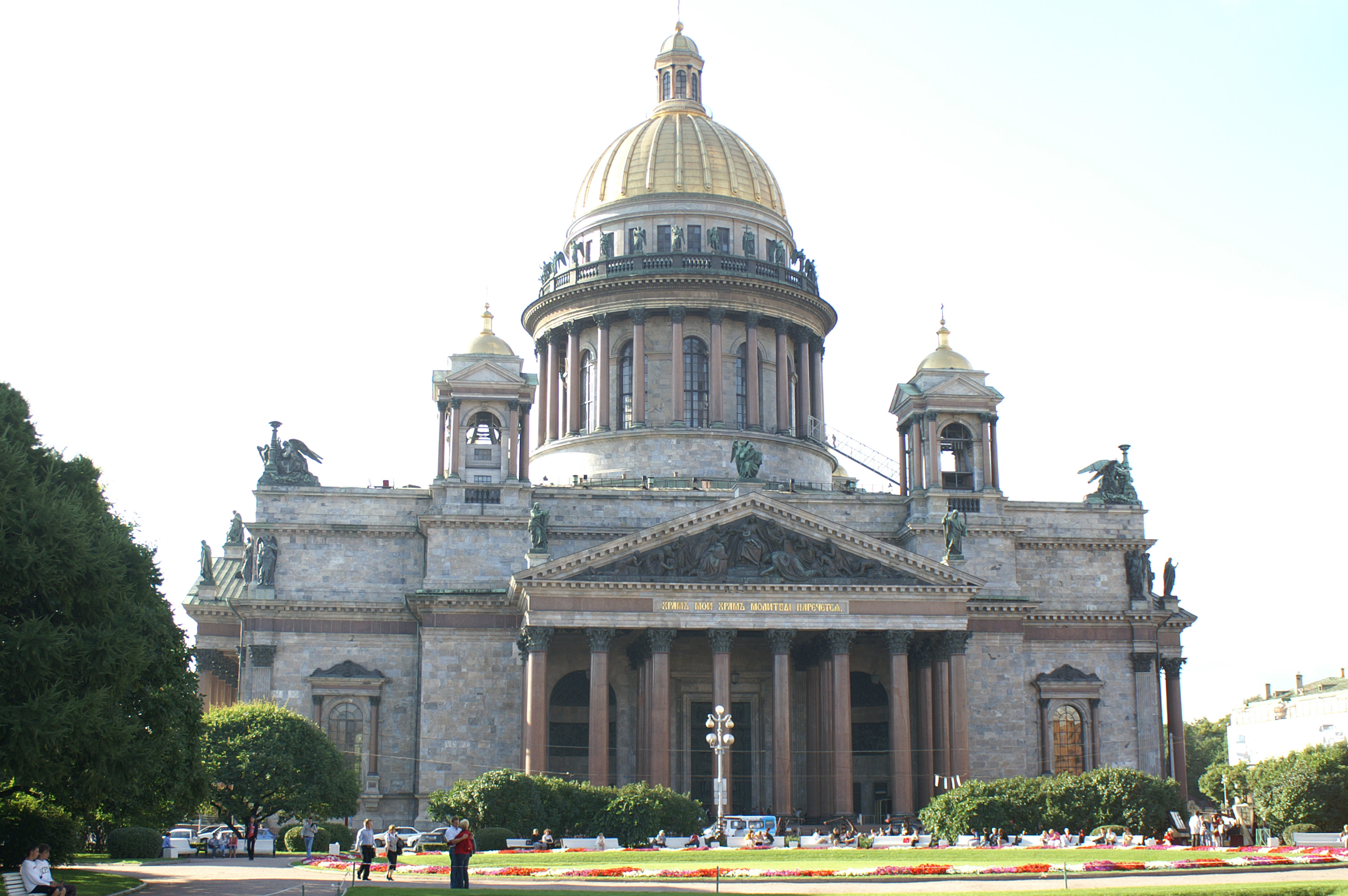
Veduta esterna della Cattedrale di Sant'Isacco.

## Descrizione

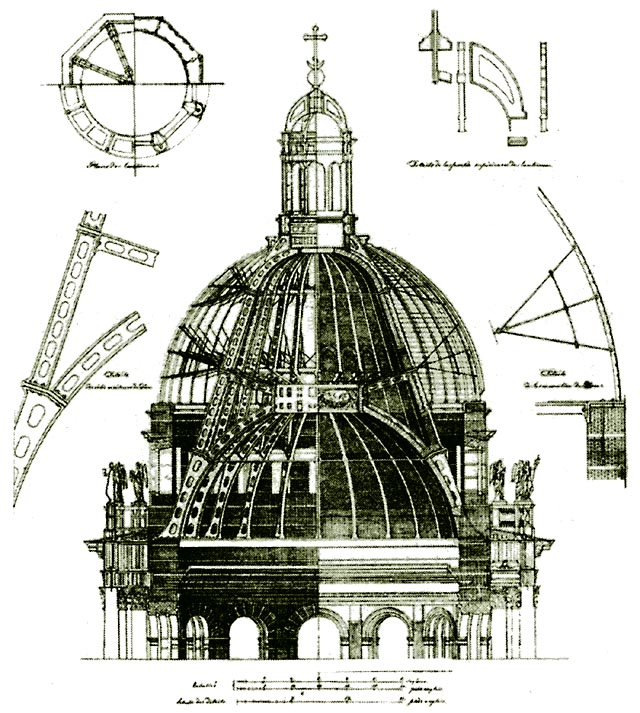
Disegno della cupola di Montferrand

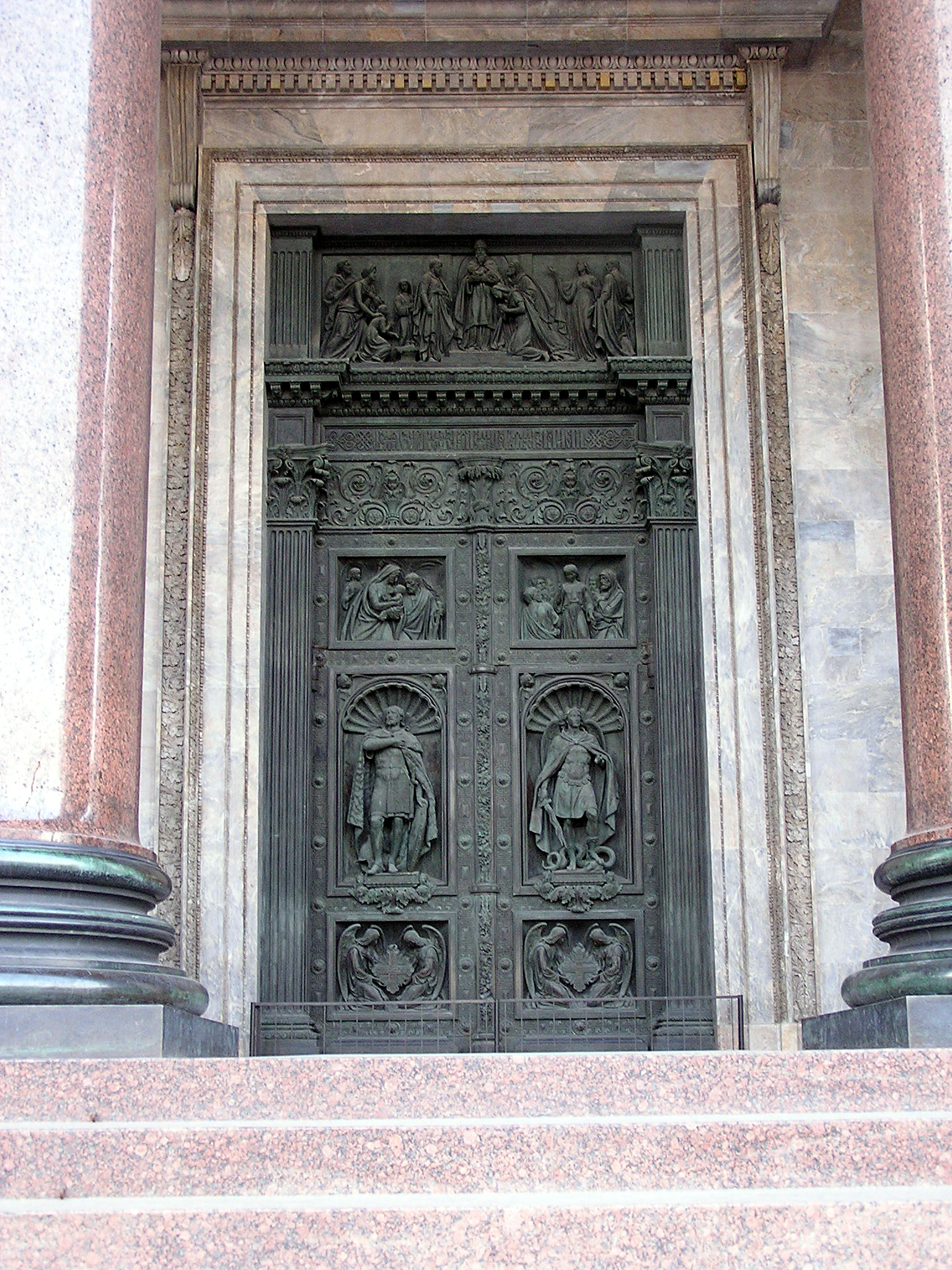
La porta decorata di Sant'Isacco.

L'esterno neoclassico esprime la tradizionale formula russo-bizantina di una pianta a croce greca con una grande cupola centrale e quattro cupole sussidiarie. È simile a Villa Capra "La Rotonda" di Andrea Palladio, con una cupola a tutto sesto su un tamburo alto che sostituisce la bassa cupola centrale a disco della villa. Il design della cattedrale in generale e della cupola in particolare influenzarono in seguito il design della cupola del Campidoglio degli Stati Uniti, del Campidoglio a Madison, nello Wisconsin, e della Cattedrale di Helsinki. L'esterno è rivestito in pietra grigia e rosa e presenta un totale di 112 colonne di granito rosso con capitelli corinzi, ciascuna scolpita e eretta come un unico blocco: 48 a livello del suolo, 24 sulla rotonda della cupola più alta, 8 su ciascuna delle quattro cupole laterali e 2 che incorniciano ciascuna delle quattro finestre. La rotonda è circondata da un camminamento accessibile ai turisti. 24 statue si trovano sul tetto e altre 24 sulla sommità della rotonda. Le colonne sono state realizzate nella cava Pyterlahti a Virolahti, in Finlandia. La cupola principale della cattedrale si eleva per 101,5 metri (333 piedi); il suo esterno è dorato. La cupola è decorata con dodici statue di angeli di Josef Hermann. Questi angeli furono probabilmente le prime grandi sculture prodotte con l'allora innovativo processo di galvanoplastica, che rappresentava un'alternativa alla tradizionale fusione in bronzo delle sculture. Il progetto della cupola di Montferrand si basa su una struttura portante in ghisa; fu il terzo esempio storico di cupola in ghisa dopo la Torre Pendente di Nev'jansk (1732) e la Cattedrale di Magonza (1826). Con un'altezza interna di 69 m (dal pavimento al livello dell'oculo), si colloca tra le cupole più alte del mondo. Le porte in bronzo della cattedrale, ricoperte di rilievi di Ivan Vitali, sono ispirate alle celebri porte del Battistero di San Giovanni a Firenze, progettate da Lorenzo Ghiberti. Sospesa sotto la sommità della cupola è scolpita una colomba bianca che rappresenta lo Spirito Santo. Gli elementi interni come colonne, pilastri, pavimento e statua di Montferrand sono composti da graniti e marmi multicolori provenienti da ogni parte della Russia. L'iconostasi è incorniciata da otto colonne di pietre semipreziose: sei di malachite e due più piccole di lazurite. Anche i quattro frontoni sono riccamente scolpiti. La porta a nord illustra la storia di Sant'Isacco (il battente sinistro) e alcuni episodi della vita di San Nicola di Bari (quello destro). San Nicola è uno dei santi più venerati in Russia, così come nell'Italia del Sud.
L'interno era originariamente decorato con decine di dipinti di Karl Bryullov e di altri grandi maestri russi dell'epoca. Quando questi dipinti iniziarono a deteriorarsi a causa del freddo e dell'umidità all'interno della cattedrale, Montferrand ordinò che fossero meticolosamente riprodotti come mosaici, una tecnica introdotta in Russia da Michail Lomonosov. Quest'opera non fu mai completata. William Handyside e altri ingegneri utilizzarono numerose innovazioni tecnologiche nella costruzione dell'edificio. Le colonne del portico furono sollevate con l'uso di grandi intelaiature di legno prima che le mura fossero erette. L'edificio poggia su 10.000 tronchi d'albero che furono affondati da un gran numero di operai nelle rive paludose su cui sorge la cattedrale. La cupola fu dorata con una tecnica simile alla verniciatura a spruzzo; la soluzione utilizzata includeva mercurio tossico, i cui vapori causarono la morte di sessanta operai. Le dodici statue dorate di angeli, alte ciascuna sei metri, una di fronte all'altra all'interno della rotonda, furono costruite utilizzando la tecnologia galvanoplastica, rendendole spesse solo pochi millimetri e molto leggere. La Cattedrale di Sant'Isacco rappresenta il primo utilizzo di questa tecnica in architettura. Il lavoro meticoloso e minuziosamente dettagliato per la costruzione della Cattedrale richiese 40 anni per essere completato. Questa estesa costruzione ha lasciato un'espressione nella lingua finlandese, rakentaa kuin Iisakin kirkkoa ("costruire come la chiesa di Sant'Isacco"), per indicare i lunghi e interminabili megaprogetti.

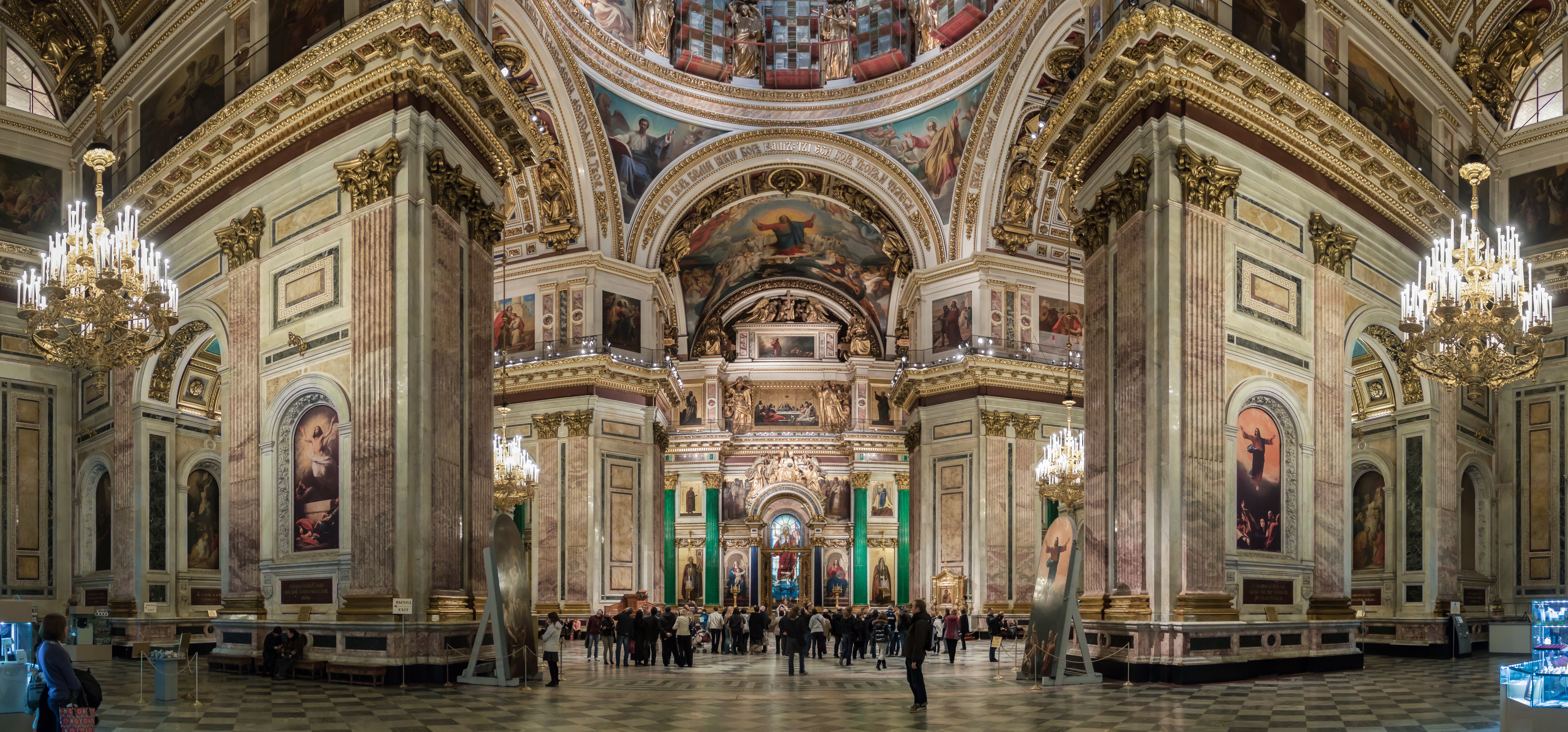
Veduta degli interni della Cattedrale di Sant'Isacco.